# Anastomus
Anastomus – rodzaj ptaków z rodziny bocianów (Ciconiidae).

## Zasięg występowania
Rodzaj obejmuje gatunki występujące w Azji i Afryce.

## Morfologia
Długość ciała 80–94 cm; masa ciała 1–1,3 kg.

## Systematyka

### Etymologia
- Anastomus: gr. αναστομοω anastomoō „dostarczać ustami, z szeroko otwartymi ustami”. Kleszczak azjatycki ma długi dziób z widoczną szczeliną pomiędzy górną a dolną szczęką, co jest adaptacją do spożywania ślimaków słodkowodnych[12].
- Hians (Hyans): łac. hians, hiantis „rozdziawiony, otwarty”, od hiare „otworzyć”[12]. Gatunek typowy: Ardea oscitans Boddaert, 1783.
- Rhynchochasme: gr. ῥυγχος rhunkhos „dziób”; χασμα khasma, χασματος khasmatos „szerokie otwarcie, przepaść”[12]. Gatunek typowy: Ardea oscitans Boddaert, 1783.
- Empharis: gr. εμφανης emphanēs „rzucający się w oczy”, od εμφαινω emphainō „pokazywać”; ῥις rhis, ῥινος rhinos „nos”[12]. Nowa nazwa dla Hians Dumont, 1817.
- Hiator: nowołac. hiator, hiatoris „otwarty dziób, otwarte usta”, od łac. hiatus otwarcie, otwór, od hiare „otworzyć”[12]. Gatunek typowy: Anastomus lamelligerus Temminck, 1823.
- Chaenoramphe (Chaenorhamphus): gr. χαινω khainō „ziewać”; ῥαμφη rhamphē „dziób”[12]. Gatunek typowy: Ardea oscitans Boddaert, 1783.
- Apertirostra: łac. apertus – otwarty, od aperire „odkryć”; rostrum „dziób”[12]. Gatunek typowy: Ardea oscitans Boddaert, 1783.

### Podział systematyczny
Do rodzaju należą następujące gatunki:
- Anastomus oscitans (Boddaert, 1783) – kleszczak azjatycki
- Anastomus lamelligerus Temminck, 1823 – kleszczak afrykański